# Netxàievka (Daguestan)
|  | Per a altres significats, vegeu «Netxàievka». |

Netxàievka (en rus: Нечаевка) és un poble del Daguestan, a Rússia, que en el cens del 2010 tenia 4.779 habitants. Pertany al districte rural de Kiziliurt.